# Międzynarodowe Centrum Kongresowe (Jerozolima)
Międzynarodowe Centrum Kongresowe (heb.: מרכז הקונגרסים הבינלאומי, Merkaz HaKongresim HaBeinLeumi), również nazywane Binjanej Ha Uma (heb.בנייני האומה, Budynki Narodu) – hala koncertowa i centrum wystawiennicze w Jerozolimie.

## Historia
Pomysł powstania Binjanej Ha Uma powstał dzięki przez Aleksandrowi Ezera. Budynek został zaprojektowany przez architekta Zeewa Rechtera, który wygrał konkurs na projekt w 1949 roku. Kompleks był w stanie budowy w latach 1950–1963. W 1953 budynku odbyła się pierwsza międzynarodowa wystawa Izraela, Conquest of the Desert.  W 1960 r. Zwołała się tam Światowa Organizacja Syjonistyczna. W 1979, i 1999 roku w kompleksie odbył się Konkurs Piosenki Eurowizji za sprawą wygranej kolejno Jizhara Kohena i zespołu Alphabeta, który wygrali Konkurs Piosenki Eurowizji 1978 w Paryżu z piosenką „A-Ba-Ni-Bi”, oraz Dany International, która wygrała Konkurs Piosenki Eurowizji 1998 w Birmingham z piosenką „Diva”.

## Dane techniczne

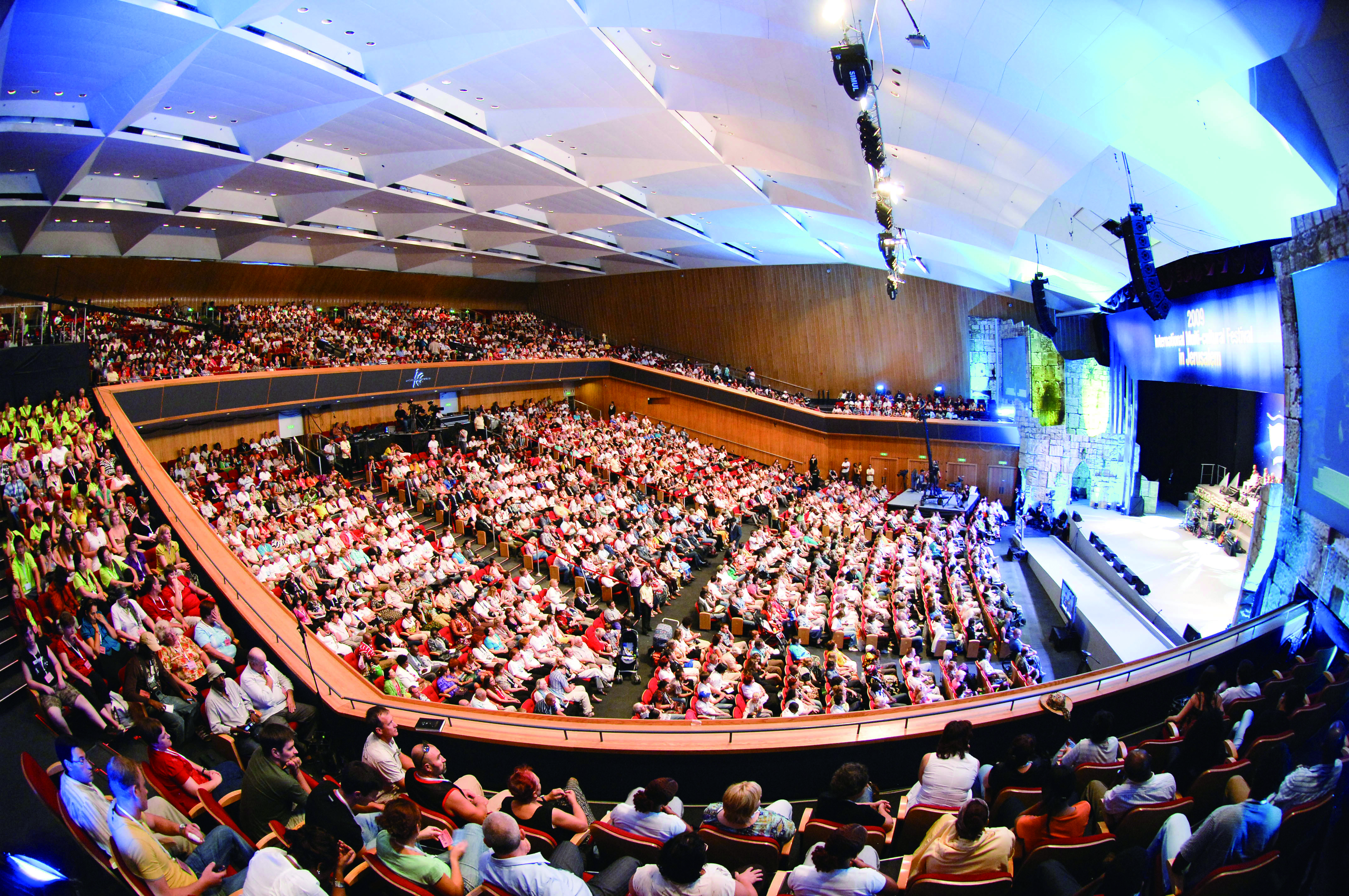
Międzynarodowy Festiwal Multikulturalny 2009, wystawa dr. Jaerocka Lee.

Centrum znajduje się naprzeciwko głównego dworca autobusowego w Jerozolimie, przy zachodnim wjeździe do miasta. Składa się z 27 hal mogących pomieścić ponad 10 000 osób. Jest członkiem AIPC i ICCA, oraz spełnia międzynarodowe wymogi. Największa sala, audytorium Menachema Usyszkina, może pomieścić 3,104 osoby. Kompleks w sumie ma powierzchnię 12 000 metrów kwadratowych. Rozciąga się na dwóch piętrach i dziesięciu obszarach wystawowych.